# Sophie Hæstorp Andersen
Sophie Hæstorp Andersen, född 26 september 1974 i Gladsaxe i Danmark, är en socialdemokratisk politiker. Hon var Socialdemokratiets kandidat till överborgmästare for Köpenhamns kommun vid kommunal- och regionsrådsvalet 2021. och blev vald till posten vid den nyvalda kommunfullmäktiges konstituerande möte 3 december 2021. Innan dess var hon regionsrådsordförande i Region Hovedstaden mellan 1 januari 2014 och 31 juli 2021. Innan dess satt hon i Folketinget. Hon har varit social- och  boendeminister sedan 29 augusti 2024, en post som hon tog över efter Pernille Rosenkrantz-Theil. Hæstorp Andersen är dotter till tecknare Svend Hæstorp och kostymkoordinator Pia Else Andersen. Hon har själv två barn.

## Politisk karriär
Hæstorp Andersen var folketingsmedlem för Socialdemokratiet för västra storkretsen 20 november 2001 till 8 februari 2005. Hon var medlem av regionrådet i Region Hovedstaden under perioden 2006-2007. Hon återvände till folketinget 20 februari 2007 efter att Pia Gjellerup lämnat och från 13 november 2007 var invald för Köpenhamns omgivnings storkrets. Hon lämnade folketinget 1 januari 2014 för att bli regionsrådsformand i Region Hovedstaden.  Hæstorp Andersen var före april 2013 partiets talesperson i hälsofrågor, där hon bland annat tog upp teman som övervakade fixrum till narkomaner, rökfria arbetsplatser och framtidens hälsovård.
Hæstorp Andersen var Socialdemokratiets kandidat till att bli överborgmästare i Köpenhamns kommun till kommunal- och regionsrådsvalet 2021. Den 31 juli 2021 drog hon sig tillbaka från posten som regionsrådsordförande för att delta i valkampanjen i Köpenhamns kommun. Hon ersattes på posten av partikollegan Lars Gaardhøj. Hæstorp Andersen är under valperioden 2022-2026 medlem av styrelsen för Kommunernes landsforening (KL).
Hæstorp Andersen blev utsedd till minister för Social- og Boligministeriet efter en regeringsombildning 29 augusti 2024. Hæstorp Andersen tog över posten från partikamraten Pernille Rosenkrantz-Theil. Omvänt diskuteras Rosenkrantz-Theil som möjlig spetskandidat till posten som överborgmästare i Köbenhamn till kommunalvalet 2025.

## Publikationer
- Den Danske Kvalitetsmodel – forventninger til en ny styringsrelation på det danske sundhedsfelt, speciale ved Institut for Statskundskab, Københavns Universitet, 2006.